# Archibald Cox
Archibald Cox, Jr. (Plainsfield, 17 de maio de 1912 –Brooksville, 29 de maio de 2004) foi um advogado e professor de direito dos Estados Unidos que serviu como Advogado-geral durante a administração do Presidente John F. Kennedy e mais tarde como Procurador especial durante o escândalo de Watergate. Durante a sua carreira, ele foi um pioneiro em leis trabalhistas e uma autoridade em leis constitucionais. O The Journal of Legal Studies identificou Cox como um dos estudiosos legais mais citados do século XX. Ele também se tornou um notável mediador trabalhista enquanto continuou a ensinar.
Ele se tornou um apoiador, conselheiro e escritor de discursos do senador John F. Kennedy e apoiou a sua candidatura a presidência. Ele foi recompensado através de sua indicação a advogado-geral em 1961, um cargo que manteve por quatro anos e meio. Em retribuição a Harvard, ele usou sua experiência no governo para escrever e ensinar sobre as leis constitucionais.
Cox se tornou mundialmente famoso quando estava investigando crimes de corrupção, o presidente Richard Nixon foi forçado a nomeá-lo (devido a sua reputação e independência do presidente) como procurador especial para comandar a investigação do roubo de Watergate e outros crimes relacionados, envolvendo atividades de corrupção que se tornariam popularmente conhecidas como o Escândalo do Watergate. Suas investigações levaram ele diretamente ao próprio presidente, e ele teve um confronto dramático com Nixon quando quando acessou as fitas que Presidente tinha gravado secretamente em suas conversas no Salão Oval. Quando Cox recusou uma ordem direta para que ele parasse as investigações, Nixon o demitiu em um incidente que se tornou conhecido como Massacre de Sábado à Noite. A calma racionalidade e impecabilidade de Cox fizeram com que ele ganhasse alto apoio dos advogados profissionais e grande popularidade entre os cidadãos do país. No final, a Suprema Corte votou por unanimidade contra o presidente e a favor da posição de Cox em uma opinião escrita pelo chefe de justiça indicado por Nixon, Warren E. Burger. O conteúdo das fitas foram decisivos no processo de impeachment na câmara dos deputados. Além de enfrentar essa ação penal, Richard Nixon se tornou o primeiro presidente dos Estados Unidos a renunciar.
Cox retornou a ensinar e escrever pelo resto da sua vida. O The New York Times resumiu a sua carreira a uma mensagem de opinião de 1992: "O senhor Cox devotou o seu considerável prestigio, energia e habilidades jurídicas para avançar na ética do governo. Com a confiança da população no governo perigosamente baixa public, a mensagem do senhor Cox está mais poderosa do que nunca."

## Primeiros anos, educação e carreira jurídica
Cox era filho de Archibald e Frances "Fanny" Perkins Cox e o mais velho de sete filhos. O seu pai era um advogado de alta patente. E a sua mãe era irmã de Maxwell Perkins, o famoso editor da companhia publicitária Charles Scribner's Sons. Também do lado materno, Cox era bisneto de Charles Callahan Perkins, um dos fundadores do Museu de Belas Artes de Boston. Os ancestrais de Cox também incluem o seu bisavô, o procurador-geral William M. Evarts, que durante o seu mandato defendeu o presidente Andrew Johnson durante o seu processo de impeachment e mais tarde se tornou o Secretário de Estado da administração de Rutherford B. Hayes e senador por Nova Iorque. Além disso, o próprio Evarts era descendente de Roger Sherman, um pai fundador e signatário de Connecticut da Declaração de Independência dos Estados Unidos.  Frances Cox também deu parte do seu tempo para atividades da comunidade, por exemplo, como membro do Hospital Auxiliador de Mulheres Muhlenberg. Em uma entrevista de 1987, Cox declarou: "Eu cresci em uma família jurídica, meus ancestrais de ambos os lados eram advogados e acho difícil pensar em um tempo em que não queria ser advogado."
Nascido e criado em Plainfield, Nova Jérsei, ele e sua família viviam em uma casa colonial holandesa construída em um terreno de 9 acres, que tinha uma quadra de tênis, com quartos de empregadas e um apartamento em cima da garagem para o motorista. Falando nas relações da família com os empregados, Cox disse mais tarde: "Eu acho que as relações entre a minha família com os empregados eram muito boas. Pelo menos essa é a minha opinião. Mas os símbolos de status, onde foram, provavelmente, muito mais importantes do que quaisquer ideias de status." O jovem "Archie" passou muito tempo da sua infância no estado da família de sua mãe em Windsor, em Vermont. Cox estudou na Escola Wardlaw em Edison, Nova Jérsei, e na Escola São Paulo em Nova Hampishire, na qual o bisavô de Cox ajudou na fundação.
Ele foi matriculado na Faculdade de Harvard (a alma mater de seu pai) mas se esforçava para tirar média C no início. No seu segundo ano, o seu pai faleceu inesperadamente, pondo uma tensão entre ele e sua família. Ele mesmo assim se formou na Faculdade de Harvard, estudando economia e se formando com honras em História americana. No seu último ano, ele foi membro do Clube Delphic Club em 1934. Ele se matriculou na Harvard Law School. Onde ele era membro da fraternidade Phi Delta Phi, e formou-se em magna cum laude em 1937.
Duas semanas antes da formatura, ele se casou com Phyllis Ames (Smith College, 1935), neta de James Barr Ames, um antigo decano da Harvard Law Schoolnque foi lembrado por ter popularizado o Método do Livro de Casos no estudo jurídico. Ela também era sobrinha de Robert Russell Ames, cuja morte há dois anos antes, em um acidente de corrida de iates, em conjunto com a morte de seus dois filhos que tentavam resgatá-lo, foi amplamente divulgada. No lado paterno, Phyllis Ames era neta do estudioso Nathan Abbott, que entre outras coisas, foi um fundador da Escola jurídica de Stanford. O Professor (e mais tarde associado de justiça dos Estados Unidos) Felix Frankfurter escreveu para eles em comemoração: ""Meu Deus, que belíssima combinação jurídica!".
Logo após a formação na escola jurídica, Cox trabalhou como estagiário de Learned Hand por um ano na Segundo Circuito de Cortes de Apelação dos Estados Unidos. Hand incutiu nele um profundo respeito pela tradição jurídica, mas um respeito temperado pela compreensão progressiva do papel dos tribunais na sociedade moderna. Cox mais tarde descreveu a influência do juiz Hand nas leis americanas como "Tanto em quebrar as restrições impostas pelo literalismo seco de tradição conservadora e mostrar como usar com compreensão solidária a informação proporcionada pelos processos legislativos e administrativos." Depois de seu trabalho com estagiário, Cox se tornou um associado das firma jurídicas de Boston agora conhecida como Ropes & Gray, onde ele trabalhou por três anos. 

## Serviços ao governo e início da carreira

### Serviços ao governo na época da Guerra
Durante a Segunda Guerra Mundial em 1941, ele se começou a trabalhar na National Defense Board em Washington D.C. Esta agência foi projetada para evitar paralisações dos trabalhos, recorrendo a mediação ou arbitragem voluntária. O conselho entrou em colapso em novembro de 1941, sobre a disputa entre a União dos Mineiros Unidos as indústrias de siderurgia e mineração. Quando o Conselho votou contra a inclusão de uma cláusula de união nos acordos, dois membros trabalhistas renunciaram, fazendo com que o Conselho falhasse.
De 1943 a 1945 Cox serviu como Procurador adjunto no Departamento de Trabalho. Depois disso ele aceitou um cargo como assistente do Advogado-geral Charles Fahy. Ele achou que trabalhar em casos da Suprema corte era divertido.

### Trabalho na Harvard e mediador trabalhista
Após a Segunda Guerra Mundial, Cox foi contratado pela Harvard, onde ele ensinou cursos em responsabilidade civil e leis administrativas, constitucionais e trabalhistas. Ele foi eleito como membro da Academia de Artes e Ciências dos Estados Unidos em 1955. Durante a década de 1950, ele se tornou um conselheiro informal e escritor de discursos de John F. Kennedy, que na época era senador de Massachusetts. Cox ajudou a campanha de Kennedy para presidente em 1960.

## Advogado-geral dos Estados Unidos
Em 1961, Cox fez parte da administração de Kennedy como advogado-geral. Naquele tempo os protestos a favor dos direitos civis eram rotineiramente enfrentados com cães e batidas, Cox geralmente aparecia para a Suprema Corte para apoiar o seu caso. Entre os casos em que ele esteve envolvido estão, Baker v. Carr, em que a corte definiu os padrões constitucionais para a repatriação; Heart of Atlanta Motel v. Estados Unidos, em que estabelecer um precedente ao reconhecer a autorização da Constituição para as leis federais requerem desagregação das acomodações públicas para afro-americanos; e Carolina do Sul v. Katzenbach, que criou a Lei dos direitos de voto.
Em 1965, Cox retornou a Harvard Law School administrada pelo decano Erwin Griswold, e foi sucedido como advogado-geral por Thurgood Marshall. Devido a nomeação de  Marshall para a suprema corte, Griswold se tornou o advogado-geral.
Cox permaneceu altamente ativo como negociador e mediador. Ele foi escolhido pelo sistema escolar da cidade de Nova York para ajudar a resolver uma greve de professores em 1967, e pela Universidade de Columbia para investigar motins em seu campus em 1968. Ele serviu como um investigador especial para a legislatura do estado de Massachusetts em 1972.

## Procurador especial do caso Watergate
Em 19 de maio de 1973, Cox deixou de trabalhar na Harvard Law School para aceitar a nomeação como procurador especial do caso Watergate. A nomeação de Cox foi uma condição fundamental estabelecido pela liderança do Senado para a confirmação da Elliot Richardson como o novo procurador-geral dos Estados Unidos, sucedendo Richard G. Kleindienst, que havia renunciado durante a primavera de 1973, como resultado do escândalo de Watergate. Naquele verão, Cox soube com o restante da América sobre o sistema de gravação secreta instalado na Casa Branca por ordens do presidente Richard Nixon. Durante os meses seguintes, Cox, o Comitê Watergate do Senado dos Estados Unidos, e o juiz distrital dos Estados Unidos, John Sirica discutiram com a Administração Nixon sobre se Nixon poderia ser obrigado a produzir essas fitas em resposta a uma intimação. Quando Sirica ordenou Nixon a cumprir as exigências de Cox e da comissão, o Presidente ofereceu Cox um compromisso: em vez de produzir as fitas, ele permitiria que o senador John Stennis (democrata do Mississippi) para ouvir as fitas, com a ajuda de um transcrição preparada para ele pela Casa Branca, e Stennis, então, preparasse resumos dos conteúdos das fitas. Cox rejeitou este compromisso na sexta-feira, 19 de outubro de 1973. No sábado, 20 de outubro 1973, Cox realizou uma conferência de imprensa para explicar a sua decisão.
Aquela tarde, em um evento conhecido como Massacre de Sábado à Noite pelos jornalistas, o presidente Nixon ordenou que o procurador-geral Elliot Richardson demitisse Cox. Em vez de apenas cumprir a ordem o procurador-geral renunciou deixando o segundo na linha de sucessão no cargo, o procurador-geral adjunto, William Ruckelshaus ter o comando do departamento. Ruckelshaus também se recusou a demitir Cox, e, consequentemente, também renunciou. Essas renúncias deixaram o advogado-geral, Robert Bork como o membro mais alto do departamento de justiça; insistindo que ele acreditava que a decisão era imprudente, mas também que alguém tinha que obedecer às ordens do presidente, Bork demitiu Cox. Bork também considerou a apresentação de sua renúncia, mas Richardson e Ruckelshaus tentaram dissuadi-lo de renunciar, argumentando que Bork teve de permanecer no cargo para assegurar a continuidade da administração do Departamento de Justiça. Após ser demitido, Cox afirmou, "o nosso governo deve ser um governo de leis e não de homens é agora que o Congresso e, finalmente, o povo americano irão decidir." Seu sucessor como procurador especial foi Leon Jaworski, nomeado por Bork.

Depois de sua demissão, Cox acreditou na formação no Estado de direito e como uma república constitucional deve funcionar, diretamente para o povo americano. Falando com a gravidade e humildade, Cox se assemelhar a um discurso de avô gentil do dever, o colega e amigo de Cox, Philip Heymann fez a seguinte declaração:
Presidente Nixon pediu ao país para entender a demissão de um procurador honesto para que ele pudesse dar continuidade aos negócios de segurança nacional. Cox falou com o povo americano sobre o primado do Estado de Direito, mesmo durante um quase confronto com a União Soviética sobre a guerra do Yom Kippur. Sem medo e despretensiosa, falou das profundezas de suas convicções e lealdades a centenas de milhões de americanos individuais como um cidadão para outro, Archie reverteu uma derrota do Congresso e fez a nação segui-lo ao longo do caminho da liberdade. O povo e do Congresso reuniram-se para a causa de um professor que, sem uma pitada de raiva, falou suavemente sobre a nossa história e os nossos princípios, e que deixou claro que o que iria acontecer com ele não era um problema. Depois que o executivo foi novamente preso às leis que fazem os homens livres, e Archie tornou-se um símbolo nacional do triunfo da lei.
Em agosto de 1974, após a Suprema Corte votou por 8-0 para rejeitar reivindicações de privilégio executivo de Nixon e a liberar as fitas, Nixon anunciou sua decisão de renunciar ao cargo de presidente. O caso todo sugeriu ao Congresso a necessidade de uma lei que prevê a nomeação de um procurador para investigar crimes, onde o executivo tinha um conflito de interesse ou a aparência de um. Em última análise, o Congresso aprovou uma lei para estabelecer um procedimento que nomeia conselhos independentes, um estatuto que a Suprema Corte manteve em 1986. Este estatuto, que teve uma data de expiração inserida na sua promulgação original, expirou sem renovação.

## Carreira após Watergate
Cox retornou a Harvard Law School, onde ele ensinou leis constitucionais e sobre a primeira emenda por muitos anos. Antes de ir para Washington em 1973, ele tinha uma reputação de professor pensativo e até difícil, mas após o seu retorno, ele teve a reputação de um professor engraçado e gentil que ganhou a admiração de seus alunos. Após  a sua aposentadoria em Havard ele recebeu um convite da Escola jurídica da Universidade de Boston. Em 1974 ele passou um ano na Universidade de Cambridge como professor da História e das Instituições americanas.
Cox também continuou como um advogado apelativo. Em 1976, Cox argumentou no caso Buckley v. Valeo para a Suprema Corte; a causa do presente caso foi a constitucionalidade da legislação pós-Watergate, que estabelece o financiamento público para campanhas eleitorais presidenciais. A Corte confirmou a maioria das disposições da lei de financiamento de campanha, dando Cox uma vitória significativa. Durante os anos de 1977 e 1978, Cox também argumentou no caso de Regentes da Universidade da Califórnia v. Bakke na Corte, defendendo a Universidade da Califórnia em sistema de ação afirmativa da Faculdade Davis  de Medicina de admissões contra o desafio constitucional. Os juízes se dividiram, com quatro votos para considerar o sistema como inválida de acordo com a Lei de Direitos Civis de 1964, sem qualquer necessidade de fazer referência a questão constitucional e quatro votos para defender a ação afirmativa como constitucional; o Associado Justiça Lewis Powell tinha voto decisivo, fazendo referência a questão constitucional e mantendo que em alguns casos corrida poderia ser considerado um elemento válido nas admissões para as instituições de ensino superior.
Em 1979, quando uma vaga foi aberta no Primeiro Circuito de Cortes de Apelações (que incluía Massachusetts, o estado de nascimento de Cox), o senador Edward M. Kennedy propôs que Cox ocupasse a vaga. Esta proposta do senador sênior do estado mais afetado pela escolha do juiz ordinariamente teria sido  Cox o vencedor da nomeação, mas a administração do presidente Jimmy Carter não apoiou à escolha, uma vez que Cox não tinha apoiado a candidatura de Carter para presidente, e, Cox acabou não sendo nomeado para ocupar a vaga.
Em 1980 Cox foi eleito membro da Common Cause, um empresa de lobby de 230 mil membros, como sucessor de John W. Gardner. Cox escreveu que "(o) desafio era remodelar o formato de auto-governo... para que todo o cidadão saiba que ele ou ela pode participar e que a participação dele ou dela conta ...." uma importante organização defendida pelo interesse público. No mesmo ano ele se tornou o líder do Health Effects Institute, uma parceria entre a Agência de Proteção Ambiental, a iniciativa privada w montadoras de caminhões para estudar os efeitos das emissões de gases dos veículos a motor. Cox disse que a organização foi designada para estudar e pesquisar cientificamente os efeitos na saúde desse tipo de poluição "fora do contexto acusatório."
Após ensinar dois anos a mais do que a idade de aposentadoria obrigatória, Cox foi forçado a se aposentar da Harvard Law School no final do período letivo de 1983-1984. Cox chateado: "Eu não serei mais autorizado a ensinar. Então eu devo ser senil." Ele então aceitou um cargo de professor na Escola jurídica de Boston.
Entre as numerosas honrarias que Cox recebeu, em 1991, ele foi um membro honorário da ordem de Coif. O Professor Cox também o prêmio Ética Paul Douglas nos prêmios do governo e o prêmio Thomas "Tip" O'Neill Citizenship. Em 1997, Cox foi biografado em uma biografia intitulada Archibald Cox: Conscience of a Nation de Ken Gormley. O livro focou na longa carreira de Cox como servidor público.
Em 8 de janeiro de 2001, Cox foi presenteado com a Medalha Presidential Citizens pelo presidente Bill Clinton.
Os muitos livros de Cox incluem: The Warren Court: Constitutional Decisionmaking as an Instrument of Reform (Harvard University Press, 1969); The Role of the Supreme Court in American Government (Oxford University Press, 1977), Freedom of Expression (Harvard University Press, 1982), e The Court and the Constitution (Houghton Mifflin, 1987). Ele também escreveu muitos artigos sobre as revisões nas leis e foi co-editor do livro de casos de leis trabalhistas.

## Morte
Cox faleceu em sua casa em Brooksville, Maine, de causas naturais. (Por coincidência, Samuel Dash, conselheiro chefe do Comitê do Senado de Investigação de Práticas de Campanha, morreu no mesmo dia).

Com a sua morte, o legado de Cox foi mantido por Phyllis, sua esposa de 67 anos que morreu em 2007. Eles tiveram três filhos: Sarah Cox de Brooksville,  Maine, Archibald Cox, Jr. de Markleville, Indiana e Phyllis Cox de Denver assim como alguns netos e bisnetos.